# 유시진
유시진(1971년 2월 26일 ~ )은 대한민국의 여성 만화가이다. 서울대학교 서양사학과를 다니다가 중퇴하였다.

## 작품 활동
1990년에 순정 만화 잡지 《르네상스》의 공모전에서 《유토피아2030》이 당선되었으나 데뷔하지 않았고, 1992년 순정 만화 잡지 《댕기》의 공모전에 《지난 봄 이야기》가 당선되면서 프로로 데뷔하였다. 서울문화사의 순정 만화 잡지 《윙크》에 《아웃사이드》와 《마니》를 연재하면서 자신만의 작품 세계를 정립하기 시작하였다.
1996년 《윙크》에 《쿨 핫》을 발표하였고, 매니아들로부터 지지를 얻었으며, 서울문화사의 여성 만화 잡지 《나인》에 《신명기》와 《폐쇄자》를 발표하면서 작품 세계를 확대하였다. 그러나 《신명기》가 《나인》의 폐간으로 2001년 연재가 중단되었고 코믹스투데이로 이전하여 연재되던 《쿨 핫》도 코믹스투데이가 원고료를 지급하지 않은 코믹스투데이 사태로 중단되었다.
이후 슬럼프를 겪어 특별한 작품 활동을 하지 않다가 2003년부터 시공사의 여성 만화 잡지《오후》에 《온》을, 2004년부터《윙크》에 《그린빌에서 만나요》를 연재하였다. 《온》은 《오후》의 폐간으로 연재가 중단되었으나, 2006년 7월부터 을 만화 전문 웹사이트인 코믹뱅에서 연재하여 2007년 4월에 완결지었다. 2008년에 천재교육의 월간 잡지《주니어 논술》에 〈스위트 시즌〉을 연재하였고,《팝툰》 21호에 설 특집 중편인 《특전》을 개제하였으며, 《판타스틱》 2008년 6월호부터 9월호까지 3부작《파문》을 연재하였다.
2008년 11월 1일부터 《절대교감》의 여성 만화 잡지 《그루》에《푸른 목걸이》를 연재하다가 잡지의 폐간으로 4회에서 중단되었다. 2011년부터 SK텔레콤의 만화 포털 툰도시의 순정 만화 웹진 《민트》에서 《월흔》을 연재하였으나 2013년 2월 《민트》의 폐간으로 연재가 중단되었다.

## 작품 목록
| 제목              | 연재 매체    | 출판 연도 | 출판사                     | 권수 | 비고                               |
| ----------------- | ------------ | --------- | -------------------------- | ---- | ---------------------------------- |
| 베이지톤 삼색체크 |              | 1994년    | 서울문화사                 | 1권  | 단편집                             |
| 아웃사이드        | 윙크         | 1994년    | 서울문화사                 | 2권  |                                    |
| 마니              | 윙크         | 1995년    | 서울문화사                 | 4권  |                                    |
| 마니              | 윙크         | 2002년    | 시공사                     | 2권  | 애장판                             |
| 쿨 핫             | 윙크         | 1997년    | 서울문화사 -> 코믹스투데이 | 6권  | 6권부터 코믹스투데이로 출판사 변경 |
| 신명기            | 나인         | 1998년    | 서울문화사                 | 2권  |                                    |
| 폐쇄자            | 나인         | 2000년    | 서울문화사                 | 2권  |                                    |
| 바보이반          |              | 2002년    | 시공사                     | 1권  |                                    |
| 그린빌에서 만나요 | 윙크         | 2005년    | 서울문화사                 | 4권  |                                    |
| 온                | 오후, 코믹뱅 | 2007년    | 시공사                     | 3권  |                                    |
| 목걸이 장인       |              | 2008년    | 서울문화사                 | 1권  | 단편집                             |
| 월흔              | 민트         | 2012년    | SK네트웍스인터넷           | 3권  |                                    |

## 수상 경력
- 2006년 - 제9회 부천국제만화축제 부천만화상 대상 《그린빌에서 만나요》
- 2006년 - 독자만화대상 심사위원선정상 《그린빌에서 만나요》

## 참고 문헌
- 만화규장각 작가론 유시진[깨진 링크(과거 내용 찾기)]